# Knut Urban
Knut W. Urban (né le 25 juin 1941 à Stuttgart) est un professeur et physicien allemand. Professeur de physique expérimentale à l'université technique de Rhénanie-Westphalie à Aix-la-Chapelle, il est directeur de l'Institute of Microstructure Research au centre de recherche de Jülich depuis 1987. De 2004 à 2006, il est président de la Société allemande de physique. Il est membre de plusieurs comités consultatifs, de conseils d'administration et de comités sénatoriaux d'institutions scientifiques.
Knut Urban est marié et père de trois filles.

## Formation
Urban étudie la physique à l'université de Stuttgart et obtient un PhD en 1972 grâce à sa thèse sur l'étude des dommages causés par les faisceaux d'électrons dans un microscope électronique haute tension à basse température.

## Recherches
Knut Urban effectue des recherches dans les domaines de la correction des aberrations optiques dans la microscopie électronique en transmission, dans l'examen des déviations structurales des oxydes ainsi que dans l'étude des propriétés physiques des alliages métalliques complexes. Il étudie également l'effet Josephson dans les supraconducteurs à haute température et son effet dans les systèmes de type SQUID.